# Smlouva z Küçük Kaynarca

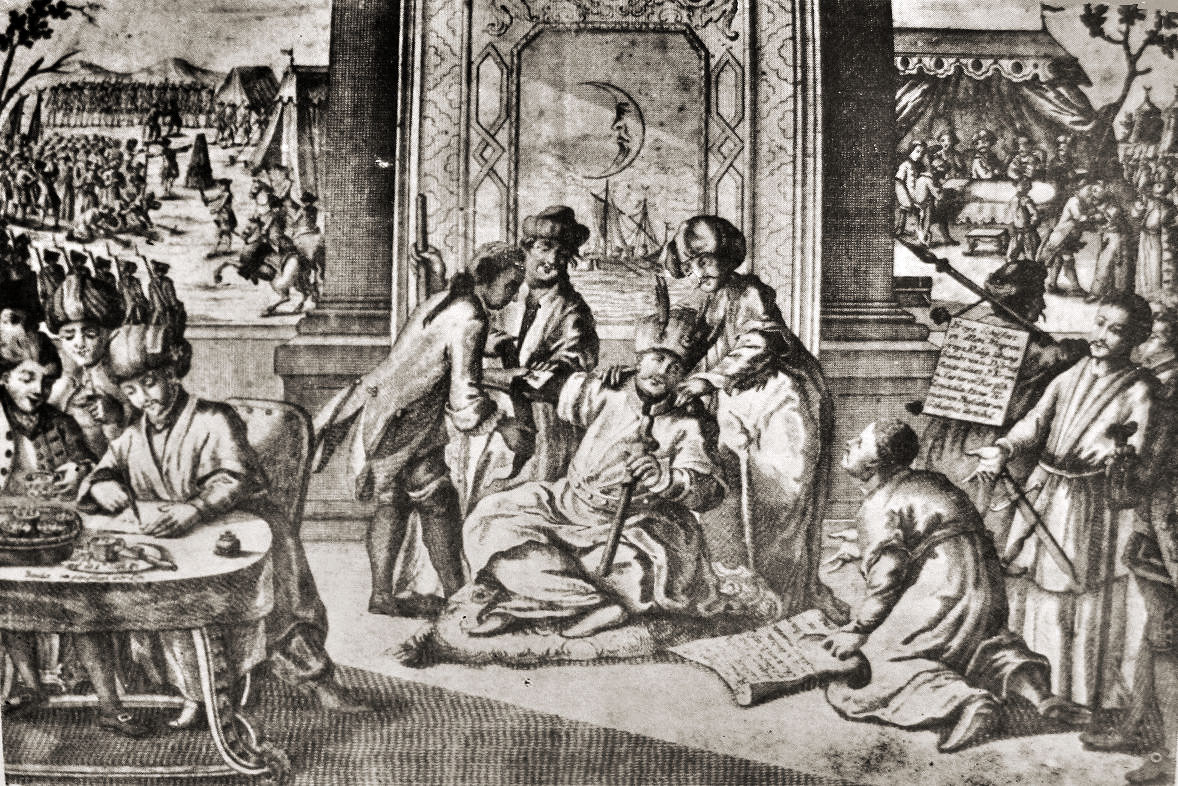
Jednání v Küçük Kaynarca na dobové rytině

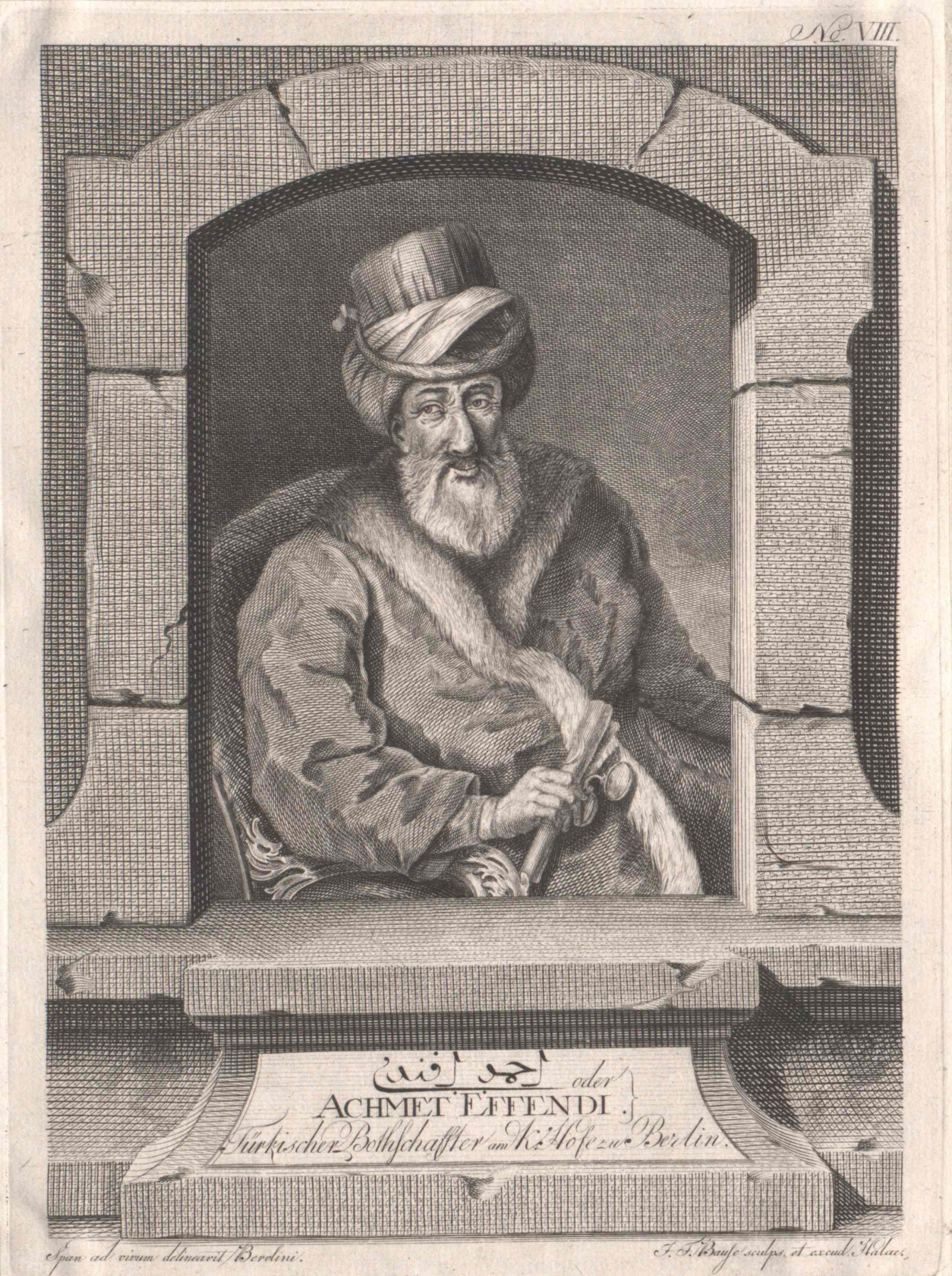
Ahmed Resmî Efendi, hlavní vyjednavač Osmanů

Smlouva z Küçük Kaynarca (turecky Küçük Kaynarca Antlaşması, rusky Кючук-Кайнарджийский мирный договор) byla mírová smlouva podepsaná 21. července 1774 v Küçük Kaynarca (dnes Kajnardža v Bulharsku). Po nedávné porážce v bitvě u Kozludži smlouva mezi Ruským impériem a Osmanskou říší ukončila rusko-tureckou válku a stvrdila prohru Osmanů. Ruské impérium reprezentoval polní maršál Pjotr Rumjancev, Osmanskou říši zastupoval Musul Zade Mehmed Paša.

Osmanská říše (zeleně) předala některá území (červenozelené pruhy) Ruskému impériu (červeně). Krymský chanát (žlutozelené pruhy) získal nezávislost, ve skutečnosti se stal satelitem Ruska a byl Ruskem v roce 1783 anektován

Rusko vrátilo Osmanské říši Valašsko a Moldavsko, avšak obdrželo právo chránit křesťany žijící v Osmanské říši a zasáhnout v případě špatného zacházení s nimi. Bukovina byla v roce 1775 postoupena Rakousku. Krym získal nezávislost, avšak sultán zůstal duchovní autoritou Krymských Tatarů coby chalífa. To bylo poprvé, kdy se vliv osmanského chalífy uplatnil za hranicemi říše a byl respektován evropskými mocnostmi. Na Kavkaze Rusko získalo Kabardsko, bezpodmínečnou suverenitu v přístavu Azov, přístavy Kerč a Jenikale na Kerčském poloostrově a východní část Jedisanu mezi Bugem a Dněprem. Poslední oblast zahrnovala přístav Cherson; Rusko tak získalo dva přístupy k Černému moři a Osmanská říše zde ztratila výhradní postavení. Byla zrušena omezení stanovená v roce 1739 Smlouvou z Niše týkající se přístupu Ruska k Azovskému moři a výstavby opevnění v Azově. Ruské obchodní loďstvo získalo právo plavby Dardanelami. Smlouva rovněž zaručila Ruské ortodoxní církvi právo plout pod ruskou vlajkou do Konstantinopole a vybudovat zde pravoslavný chrám (nakonec nebyl postaven).
Smlouva zasadila kdysi mocné Osmanské říši dosti ponižující ránu, současně byla zárodkem dalších konfliktů, které vyvstaly mezi Osmany a Ruskem.
Fakticky nezávislý Krymský chanát byl podřízen Rusku a v roce 1783 byl Ruskem anektován. Podle ruského chápání smlouvy se dostalo Rusku práva na ochranu všech východních křesťanů v Osmanské říši, což využilo k intervenci v Dunajských knížectvích (Moldávii a Valašsku).